# Loxosomella malakhovi
Loxosomella malakhovi — вид внутрішньопорошицевих тварин родини Loxosomatidae. Описаний у 2018 році. Вид названо на честь російського зоолога Володимира Малахова (нар. 1951).

## Поширення
Вид поширений в Охотському морі на північному сході Тихого океану на глибині 3200-3600 м. Відкритий в ході німецько-російської експедиції SokhoBio на борту дослідницького судна «Академік Лаврентьєв» в липні — серпні 2015 року. Loxosomella cyatiformis виявлений на поверхні тіла поліхети Aglaophamus.